# サンネ・フェルハーヘン
サンネ・フェルハーヘン（Sanne Verhagen 1992年8月24日 - ）はオランダの柔道選手。階級は57kg級。

## 人物
2007年のヨーロッパユースオリンピックフェスティバル48kg級で2位になった。2011年には、ヨーロッパジュニア57kg級で2位になると、世界ジュニアでは初戦で世界選手権2位であるブラジルのラファエラ・シルバを破って決勝まで進むが、山本杏に横四方固で敗れた。2012年にはU23ヨーロッパ選手権で2位になった。2014年の世界選手権では準々決勝で宇高菜絵に大外刈で敗れるが、敗者復活戦を勝ち上がって3位になった。2016年のリオデジャネイロオリンピックでは2回戦で敗れた。

## 主な戦績
- 2007年 - ヨーロッパユースオリンピックフェスティバル　2位(48k級)
- 2008年 - ベルギージュニア国際　2位(48k級)
- 2011年 - ヨーロッパジュニア　2位
- 2011年 - 世界ジュニア　2位
- 2012年 - ワールドカップ・ローマ　2位
- 2012年 - U23ヨーロッパ選手権　2位
- 2013年 - ヨーロッパ選手権　5位
- 2014年 - ヨーロッパオープン・ワルシャワ　2位
- 2014年 - グランドスラム・バクー　7位
- 2014年 - ヨーロッパオープン・マドリード　優勝
- 2014年 - 世界選手権 3位
- 2014年 - グランプリ・青島　3位
- 2015年 - グランプリ・サムスン　2位
- 2015年 - ヨーロッパ競技大会　5位
- 2015年 - グランドスラム・チュメニ 3位
- 2016年 - グランプリ・サムスン　5位
- 2016年 -　グランプリ・アルマトイ　5位
- 2019年 - グランプリ・トビリシ　3位
- 2019年 - ヨーロッパ競技大会　5位
- 2021年 -　東京オリンピック混合団体　5位

(出典、JudoInside.com)